# Българо-сръбски договор (1904)
Вижте пояснителната страница за други значения на Българо-сръбски договор.
Българо-сръбският договор (1904) е таен съюзен договор между Княжество България и Кралство Сърбия от 30 март 1904 година, който на практика не влиза в действие, поради разногласията на двете държави по Македонския въпрос и противодействието на Австро-Унгария.

## Международни условия, довели до договора
През януари 1904 година японската флота напада руската военноморска база Порт Артур. Завързалата се война в Далечния изток отвлича вниманието и ресурсите на Руската империя далеч от Балканите и оставя традиционните ѝ протежета в България и Сърбия уязвими на посегателства от другата голяма регионална сила – Австро-Унгария. Чувствайки се застрашени, те търсят сближение помежду си. За сръбската страна разбирателството с българите е важно, поради несигурното международно положение след Майския преврат. Не по-маловажен мотив е потушеното през есента на предходната година Илинденско-Преображенско въстание. Неуспяло да помогне на въстаниците поради дипломатическата си изолация, правителството на Рачо Петров се стреми да привлече подкрепата на Белград за реформи в полза на християните в европейските владения на Османската империя.

## Договорености
В преговорите, започнали в сръбската столица в началото на февруари, българските представители Димитър Ризов (по това време дипломатически агент на Княжеството в Черна гора) и Христофор Хесапчиев (агентът в Сърбия) се опитват безуспешно да спечелят сръбските власти за автономия на Македония и Косово под ръководството на губернатор-християнин. На своя ред, сърбите се опитват да получат съгласието на българите за разделяне на Македония с включване на северната ѝ част със Скопие в сръбската сфера на интереси.
В крайна сметка, договорът, подписан в края на март от Ризов и Хесапчиев, от българска страна, и министър-председателя Сава Груич и външния министър Никола Пашич, от сръбска, включва клауза, в която двете страни се ангажират да поддържат Мюрцщегската програма на Великите сили в Солунския, Битолския и Косовския, както и аналогични реформи в Одринския вилает. Принципно договорена е взаимна защита на териториалната цялост и независимостта на България и Сърбия, както и на целостта на споменатите вилаети. По сръбско настояване България се съгласява да подкрепи претенциите на Черна гора за османски земи, населени с албанци, както и да приеме арбитраж на руския император в случай на разногласия.
Наред с тайния военен съюз е сключен и явен договор, който предвижда създаване на българо-сръбски митнически съюз.

## Изпълнение
Въпреки ратифицирането на договора, клаузите за отбранителен съюз не влизат в сила, тъй като не са подкрепени с военна конвенция. До сътрудничество за реформи в Европейска Турция не се стига, тъй като още през есента на 1904 Сърбия засилва въоръжената си пропаганда в Македония. Търговските клаузи се материализират през 1905 в българо-сръбски договор за митнически съюз, но той е отменен под натиска на Австро-Унгария.